# Arroyo Los Gatos
El arroyo Los Gatos (en inglés: Los Gatos Creek  es un pequeño y a veces caudaloso arroyo situado al norte del estado de California (Estados Unidos), un afluente del Río Guadalupe. El arroyo de 39 km (24 millas) a través de la cuenca del Río Guadalupe en el "Distrito de Agua del Valle de Santa Clara" « Santa Clara Valley Water District» desde los Montes Santa Cruz hacia el norte a través del Valle de Santa Clara hasta su confluencia con el Guadalupe River en el centro de San José. El río Guadalupe luego continúa hacia la Bahía de San Francisco.
El arroyo comienza en los montes de Santa Cruz cerca de la frontera del condado de Santa Clara / Santa Cruz, justo al sur del pico Loma Prieta. Luego fluye hacia el noroeste al Embalse Elsman, que es propiedad de "San Jose Water Company". Luego pasa por Holy City y Chemeketa Park, luego hacia el norte en el Lexington Reservoir. El arroyo luego fluye a través del Cañón de Los Gatos y a través de la ciudad de Los Gatos y "Vasona Park", luego al noreste a través de Campbell y San José donde se encuentra con el río Guadalupe.

## Historia
El arroyo fue nombrado por el Rancho Rinconada de Los Gatos en Alta California, que a su vez fue nombrado por los pumas sy / o linces s que deambulan por las montañas sobre la actual ciudad de Los Gatos. Los primeros colonos, una familia española que llegó en 1839, estaban buscando una granja en el área cuando escucharon a los pumas rugiendo y peleando. Aunque estaban asustados, también reconocieron que era un buen augurio, ya que significaba que el agua no podía estar muy lejos. Descubrieron el arroyo y construyeron una casa en lo que ahora es  "Vasona Lake County Park". En el mapa de Hare de 1872, el arroyo se llamaba "Arroyo de Los Gatos" y Zachariah Jones lo llamaba "Jones Creek" en el momento en que trazó la ciudad que llamó Jones Mill (que más tarde se convirtió en el ahora sumergido "Lexington" (California). El molino Forbes Mill que fue establecido por James Forbes a lo largo del arroyo en la década de 1850; Posteriormente se construyó el pueblo de "Los Gatos" alrededor del molino.
En 1866, una inundación extrema del arroyo Los Gatos hizo que cortara naturalmente un nuevo canal en lo que ahora es el vecindario "Willow Glen, San José" de San José, corriendo al oeste y norte de su canal original. El arroyo remodelado dejó un lecho de arroyo seco, conocido como "Dry Creek". La actual "Dry Creek Road" corre paralela al lecho del arroyo.
La construcción de la Ruta estatal 17 de California (Ruta estatal 17) en la década de 1950 obligó a que gran parte del arroyo que atravesaba Los Gatos se desviara hacia una quebrada de hormigón. Como lo describe una revista de Caltrans de la época: "En este proyecto se incluye una reubicación del arroyo Los Gatos en una distancia de 6,000 pies, que requiere un canal de línea de cemento". El Los Gatos Daily Times del 31 de agosto de 1954 informó que "las excavadoras prácticamente han terminado de limpiar y nivelar el lecho del arroyo Los Gatos, y se están preparando los preparativos para colocar la alcantarilla de cemento".
También en la década de 1950, la construcción de la presa de James J. Lenihan formó el embalse de Lexington, que inundó gran parte de un pequeño valle sobre Los Gatos, incluidos los antiguos poblados de "Lexington", y "Alma". La presa y el embalse se terminaron en 1952, lo que obligó al desvío de la carretera 17. Cuando el nivel del agua del embalse es bajo, se puede ver el lecho de hormigón de la antigua carretera que atraviesa esos pueblos, junto con los cimientos de algunos edificios. A pesar de estos eventos, gran parte del arroyo mantiene su curso natural y belleza.
Debajo del "Parque Vasona", Los Gatos Creek alimenta estanques de filtración que son parte del sistema de recarga de agua subterránea construido por el "Distrito de Agua del Valle de Santa Clara" « Santa Clara Valley Water District ». Al norte de Lark Avenue, también se puede ver una estructura que se asemeja a una fuente, donde también se agrega agua importada de otros reservorios a Los Gatos Creek para recargarla. En la década de 1920, la gente descubrió que el Valle de Santa Clara se estaba hundiendo debido al bombeo de agua subterránea. La elevación de San José  disminuyó 13 pies entre 1910 y 1970, se correlacionó con una disminución de 250 pies en el nivel freático subterráneo. Los acuíferos del valle también estaban en peligro de ser arruinados por la infiltración de agua salada. Se construyeron embalses locales para proporcionar agua para un programa agresivo de recarga de agua subterránea. Al mismo tiempo que se ocupaba de las demandas de las ciudades en crecimiento, el distrito del agua finalmente logró detener un mayor hundimiento en la década de 1980. Los embalses de Vasona y Lexington fueron parte del esfuerzo.

Algunas vistas del "Los Gatos Creek".

Detalles
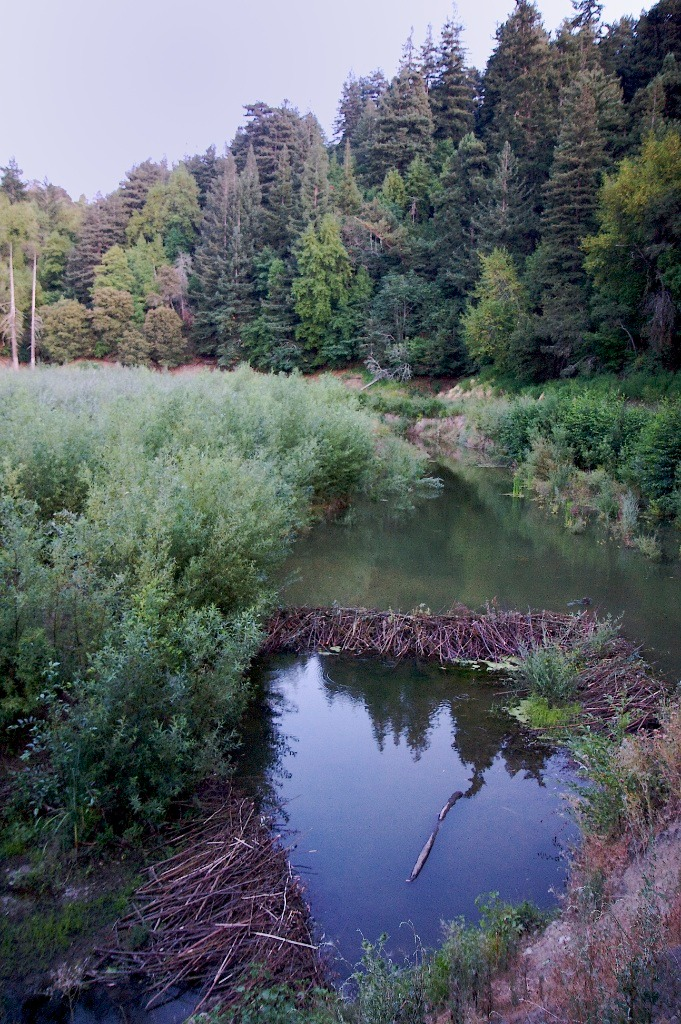
Represa hecha por castores en el cauce del arroyo Los Gatos
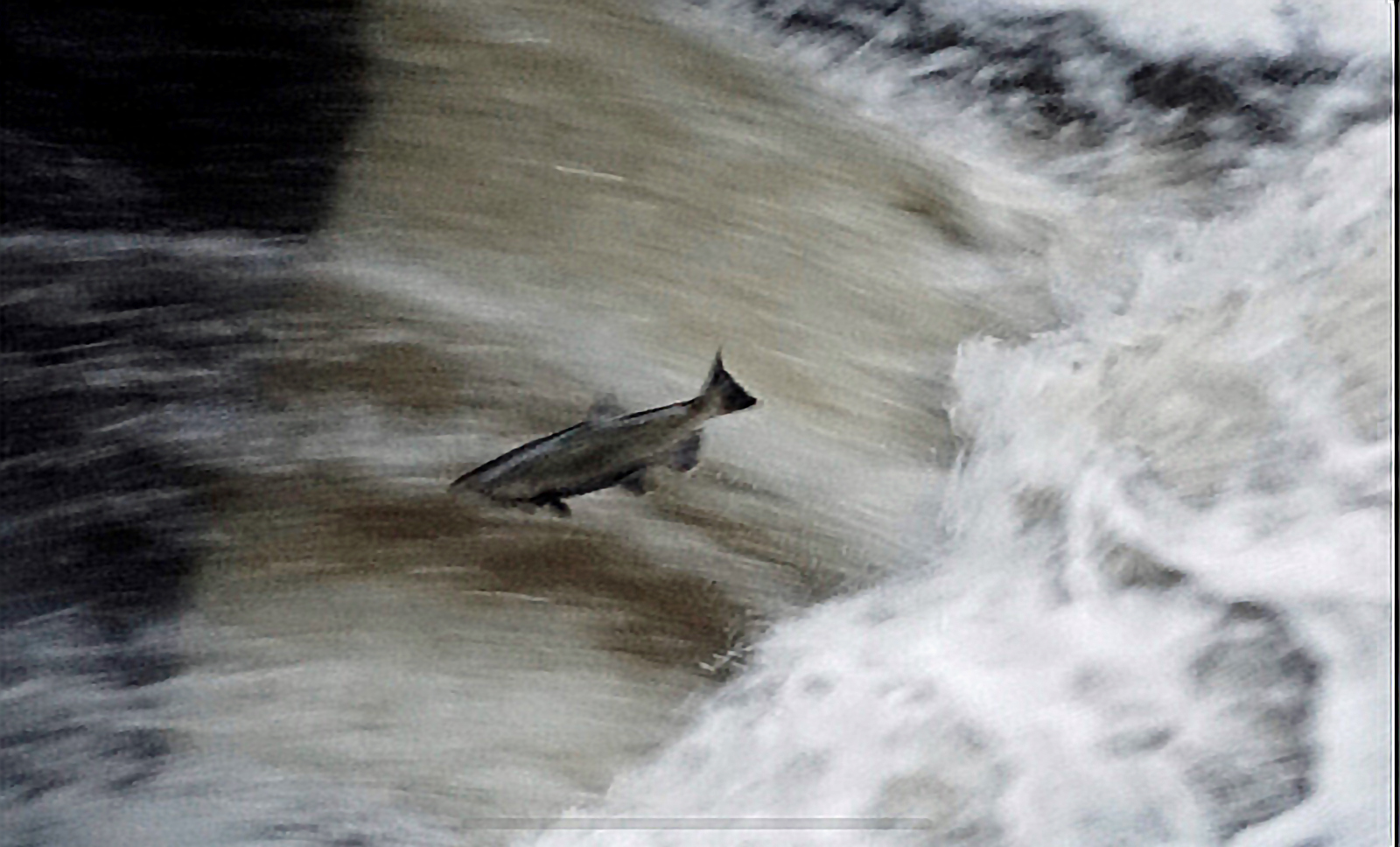
El salmón real o Chinook saltando desnivel en el "Los Gatos Creek" para ir a desove, 2018.
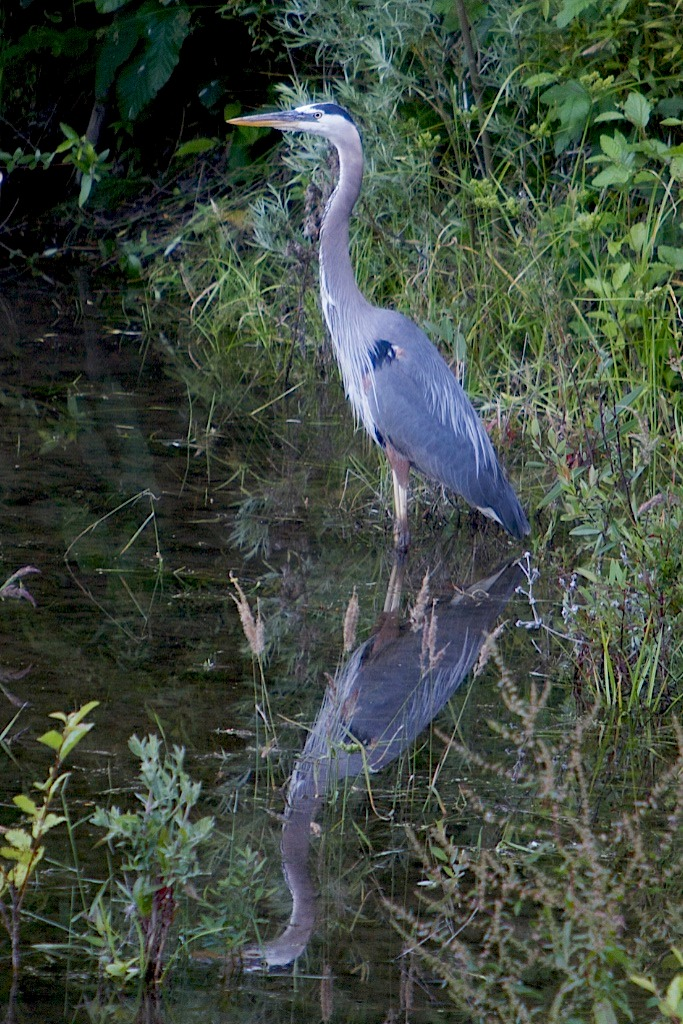
Gran garza azul reflejada en la parte superior de Los Gatos Creek.
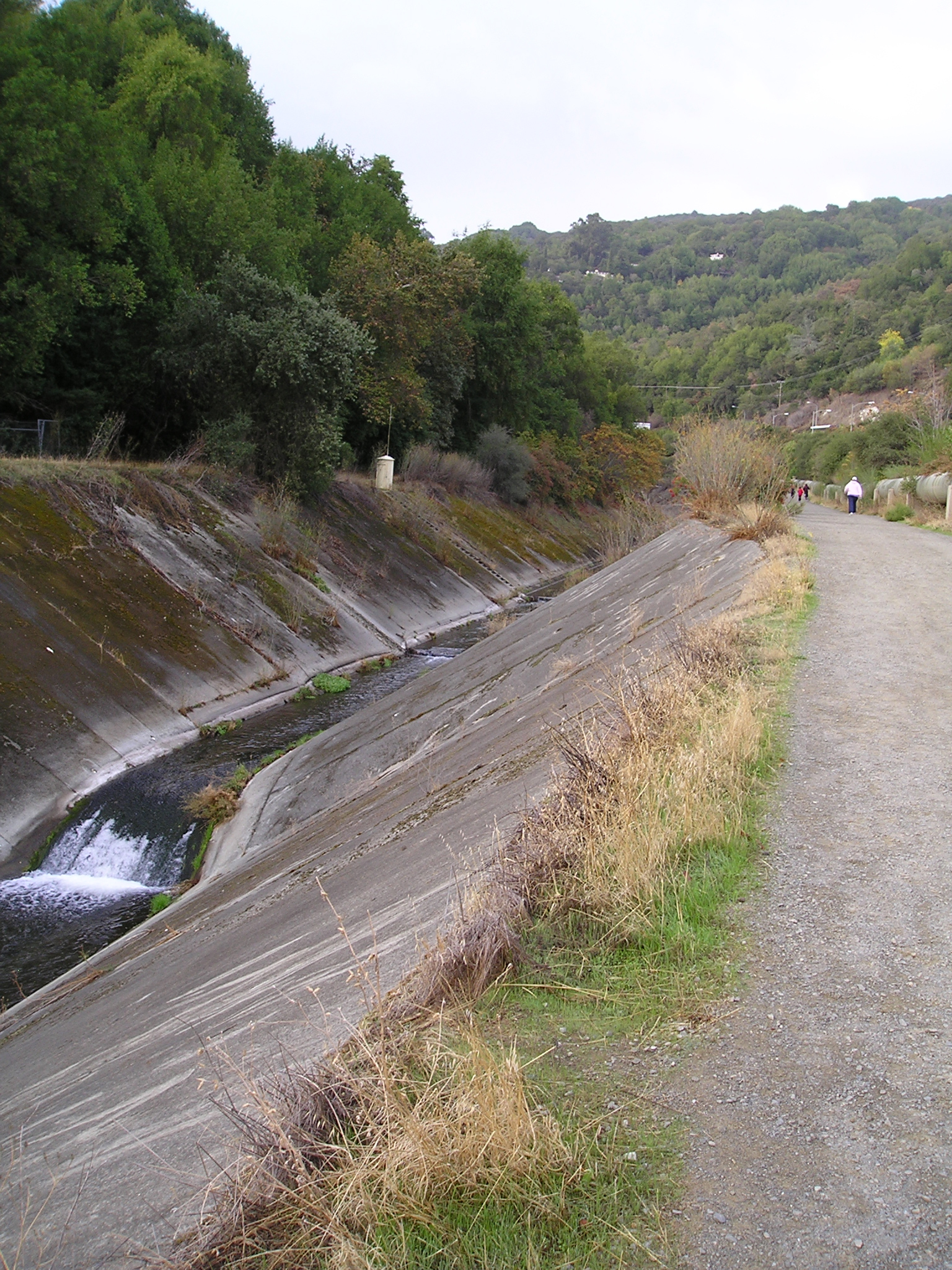
Entre el embalse de Lexington y el centro de Los Gatos, el arroyo corre en una alcantarilla de cemento profunda a lo largo del sendero de Los Gatos Creek.